# 夜の第三部分
『夜の第三部分』（よるのだいさんぶぶん、Trzecia część nocy）は、1971年に制作されたポーランドの映画。1971年にウッチ映画大学（PWSFTviT）で初上映された。
第二次世界大戦中のポーランドを舞台に、ナチス・ドイツによって妻子を殺された男が体験する不思議な出来事を通して、ポーランドが置かれてきた不条理な歴史を描く。アンジェイ・ズラウスキーの監督処女作で、作家である父ミロスワフ（ミロスラフ）と共同で脚本を執筆。物語はミロスワフの体験から着想を得ている。
1972年アンジェイ・ムンク賞（新人監督賞）受賞、1973年コシャーリン映画祭グランプリ受賞。

## キャスト
- ミハウ - レシェック・テレシンスキー
- マルタ - マウゴジャータ・ブラウネック
- ヤン - ヤン・ノヴィツキ